# Gastronomía de Azerbaiyán

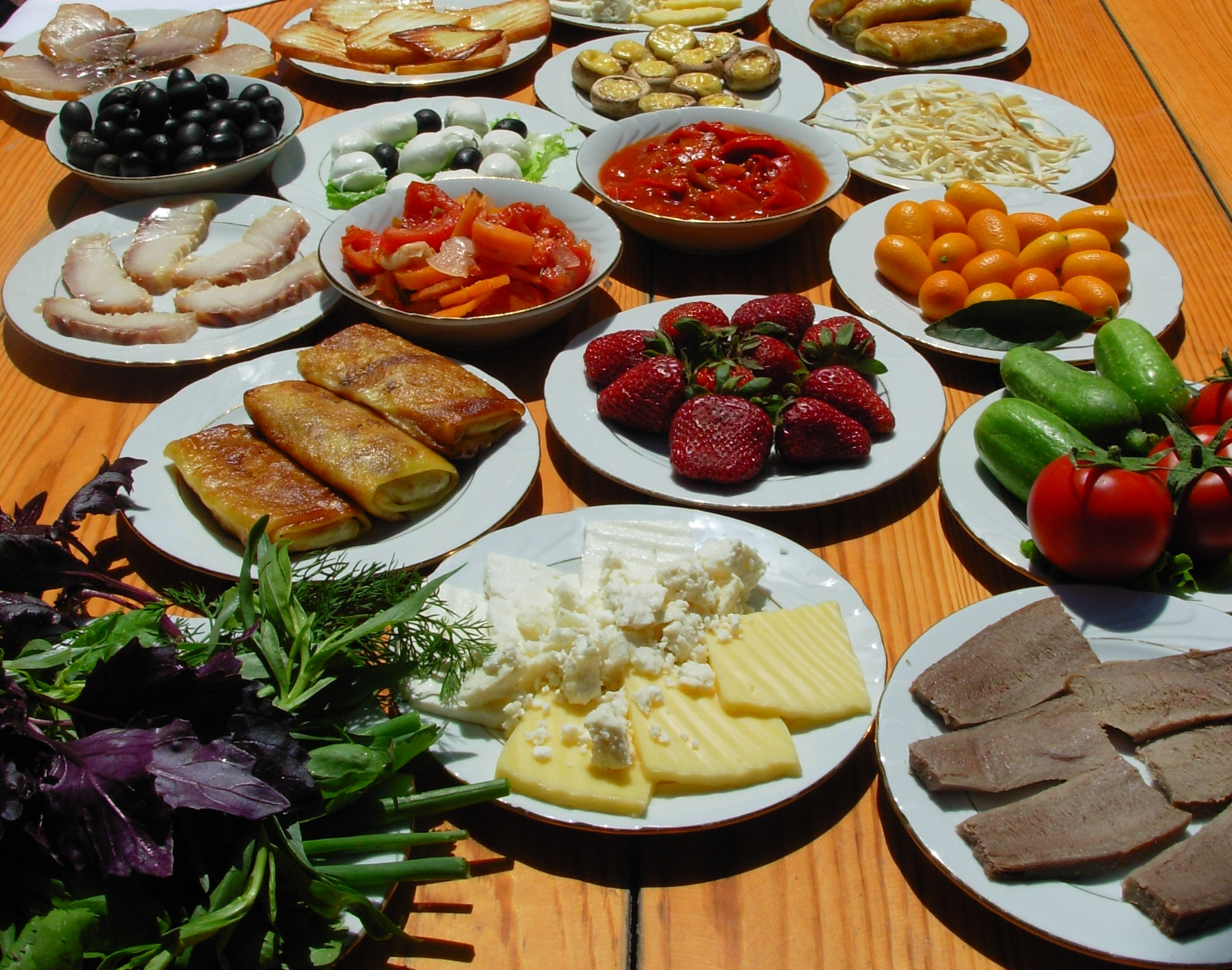
Platos de la cocina nacional de Azerbaiyán

A la gastronomía de Azerbaiyán se la conoce por su variedad, la cual se refleja en la gran cantidad de platos que pueden rastrearse a lo ancho del país. La cocina de Azerbaiyán cuenta con un gran prestigio en el ámbito de la antigua Unión Soviética y, en general, en toda Europa. Las recetas fueron recogidas en diversas fuentes por famosos historiadores y viajeros. Además, Azerbaiyán es famoso por ser una tierra de centenarios. Los científicos explican que este fenómeno se debe al clima, al estilo de vida, a la comida orgánica y a los principios de una buena nutrición.

## Historia
El factor más importante que influye en la creación y el desarrollo de la cocina es el clima y la región reúne nueve zonas climáticas diferentes, que a su vez condicionan la variedad y la riqueza de su flora y fauna, creando condiciones para la vida y el desarrollo de animales y plantas, base principal para la creación de la cocina azerí. Después del clima, el principal factor que afecta a la cocina es el tipo de vivienda, y la creación y desarrollo de la cocina Azerbaiyán tiene más que ver con la presencia de muchas variedades de viviendas públicas y privadas, tales como "tyandir", "kyurya", "Bujara", "kyulfa", "Sadj", brasero, etc.
Ciertos efectos en la cocina azerí tenían una especie de platos y utensilios de cocina. A día de hoy, las mujeres utilizan diferentes utensilios y recipientes hechos de pieles de animales, hechas de piedra, madera, barro, vidrio, metal, etc.

## Especialidad de cocina Azerbaiyana
Los Shish-kebabs y los platos en tandyr se extendieron ampliamente por la cocina azerbaiyana. Hay varias bebidas, dulces. En un grado mucho menor, los azerbaiyanos consumen carne de res, aves de corral y pescado. Una característica distintiva de la cocina azerbaiyana es el uso del cordero para preparar diversos platos. En la preparación de las comidas azerbaiyanas se utilizan muchas y variadas especias (azafrán, comino, anís, hoja de laurel, menta) y verduras (tomillo, cilantro, hinojo, albahaca, perejil). Para mejorar el sabor se mezclan con limones, aceitunas, narsharab (salsa de granada) y frutos secos: orejones, abgora, azguil-sharab, alicha, gora, kizil-ajta, lavashana, sumaj.
Algunos platos de la cocina azerbaiyana se preparan en platos especiales. Por ejemplo, la sopa “piti”- en “piti gabi”, plov - en cazuela( “cazan”), calderas especiales con un fondo engrosado y tapas especiales, en la que se colocan carbones calientes, de modo que el pilaf "reprueba" uniformemente. Para un tipo especial de surtido de carne “sadj” se usa la misma sartén con un pequeño brasero instalado debajo. Para la preparación de “kebab” y “lyulya-kebab”, se utilizan varios pinchos, para los primeros platos – “kyasa”(tazas) - para tocar, y para extinguir carne – “tas “- ollas pequeñas y etc.

## Aperitivos ligeros
La cocina azerí tiene varios aperitivos ligeros y guarniciones para abrir o acompañar las comidas principales: un plato de aromáticas hojas verdes llamadas “göy”, trozos de “chörek” (pan), salada “choban” (una ensalada de tomate y pepino) y, a veces, queso blanco o “qatik” (yogur agrio), y "las verduras marianadas para invierno" ("turshu"). Los bocadillos fríos generalmente se sirven por separado de las bebidas.

## Entradas

### Plov

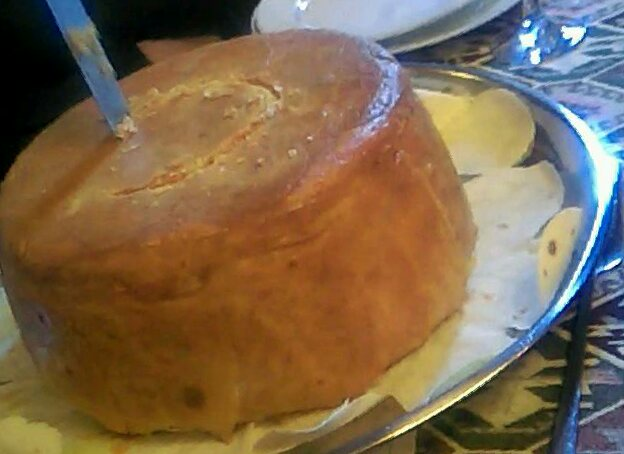
Shah plov de cocina azerbaiyana

Plov- es uno de los platos más famosos en Azerbaiyán. Existen más de 40 recetas de preparación de este plato preparado a base de carne y arroz. Se diferencian infinitas variantes de “plov” : kourmá plov (con carne de cordero guisado), plov sabzí kourmá (un guiso delicioso elaborado con una mezcla de hierbas), toyúg plov (con pollo), shirín plov (con frutos secos), suplí plov (con arroz cocido en leche), “boyanali plov” (con huevos y verdura típica de la zona Qarabagh), “Shah” plov y finalmente “Ash Gara” que es el más famoso en Azerbaiyán( se prepara arroz y “gara” por separado que consiste de carne frita, frutas secas, preparado como acompañamiento del arroz y hierbas aromáticas, y el arroz no se mezcla con los otros componentes incluso cuando se come plov). Generalmente se usa azafrán en preparación de distintos tipos de “plov”.

### Dolma

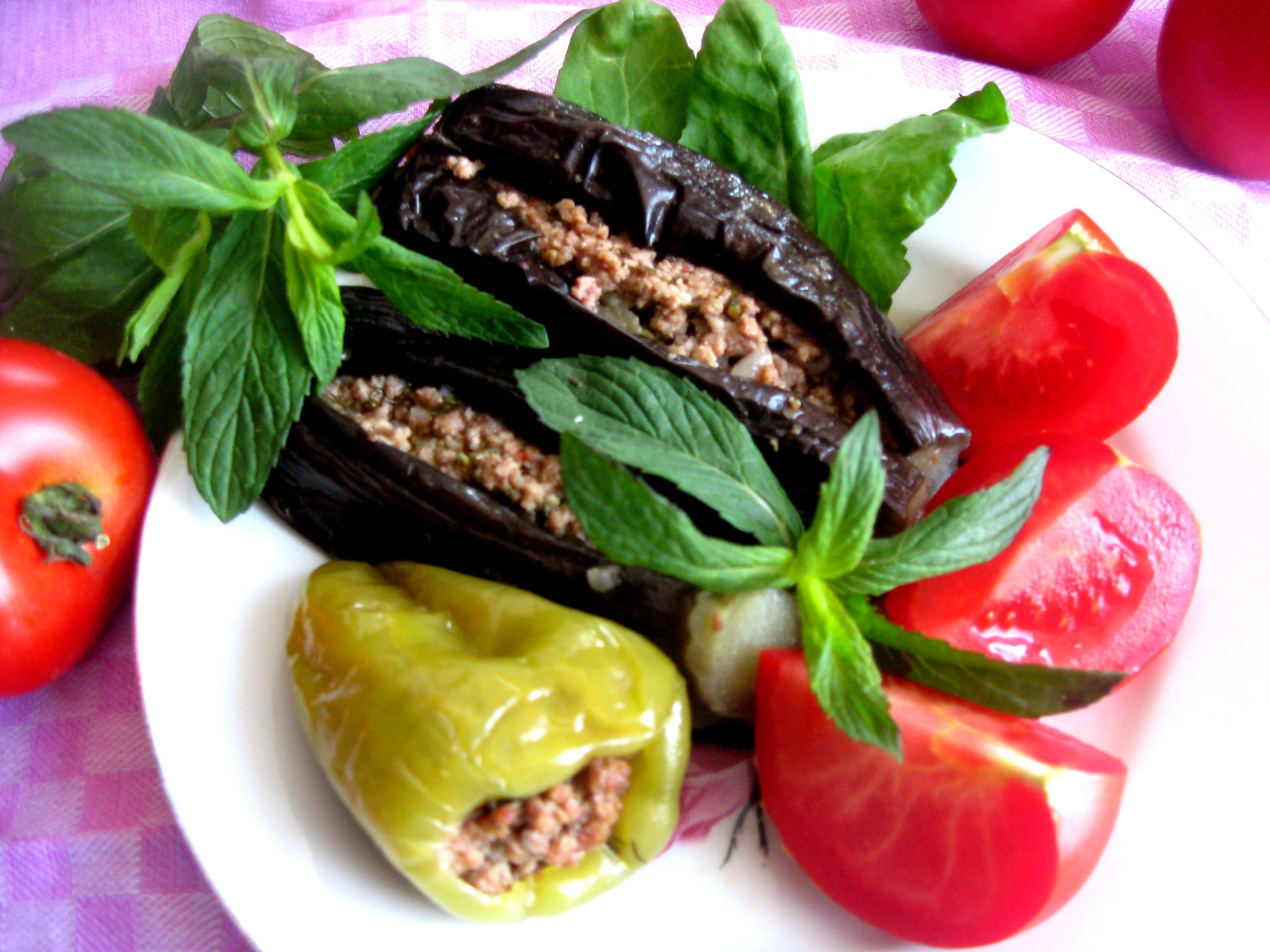
"Badimcan dolmasi"

La cocina azerbaiyana se enriquece con distintos tipos de dolmas:
El “yarpag dolmasí” se prepara envolviendo las pámpanas con carne picada, hortalizas y arroz, y siempre se sirve con yogur con ajo ( “sarimsaq qatik”).
El “badımchán dolmasí” se elabora rellenando las berenjenas, los tomates, o los pimientos con carne picada, arroz y albahaca.
El “kelem dolmasí” se prepara envolviendo las hojas del col con arroz y carne picada.

### Kabab
El kabab(shishlík) se prepara asando los pequeños trozos de carne en brochetas sobre el brasero. Hay tipos de kabab como el lülə kabab (kabab de carne picada); tikə kabab (kabab con carne de cordero); el balıq kababı (el kabab con el carne de pescado); el kabab-bastirmá (se cocina como kebab, pero antes de cocinarlo se debe marinar en salsa especial y hierbas); el tavá-kabab; el sham-kabáb, que se prepara de carne picada; el kabáb de pollo; el kabáb de papas; el de verduras; el guyrug kebáb.
Levengi–Es un pez o un pollo relleno con cebollas, nueces y varias especias y cocido al horno.

### Comidas preparadas de harina
Gútab- Una especie de recambio de panqueques rellenos de carne picada de cordero, queso o espinacas.
Dushberé - se prepara poniendo la carne picada, cebolla en pedazos dentro de los trozos de masa y se envuelve de una manera especial.
Jingál - Sopa de cordero con fideos.

### Sopas
Los azerbayanos son amantes de las sopas.
Un guiso típico es Dovga, que consiste en una sopa hecha de yogur, arroz, espinacas e hinojo.
Dograma es la sopa fría y se hace con leche agria, patatas, cebollas y pepino.
Piti - La sopa nacional de Azerbaiyán hecha de pedazos de carne de cordero en el hueso, cocinado con verduras en un caldo; preparado y servido en tasas especiales.
Dushbara es otro plato típico de Azerbaiyán que consiste en un caldo con raviolis rellenos de cordero y hierbas.
Kufta bozbash- Una sopa de guisantes con albóndigas de cordero y patatas hervidas. Las albóndigas en kufta bozbash son grandes, abundantes, y están hechas de cordero y arroz picado, a veces con una ciruela seca en su interior.
" Toyuq shorbasi" - Sopa de pollo
Ovdukh- Una sopa fría basada en una mezcla de matsoni y agua se vierte sobre pepinos en rodajas, carne hervida picada, cuartos de huevo duro y verduras (eneldo, cilantro, albahaca, estragón y, a veces, menta).
Doghramach - Igual que ovdukh, pero sin la carne.
Kelle-pacha - caldo de la cabeza y las patas del carnero

## Postres
Los postres azerbaiyanos se dividen en tres categorías: de harina, acaramelados y abombonados. Los postres de harina son: shakár –burá, pajlavá, shakár churúk, shor gogal , nan azerbaiyano, feseli ,quymaq, Firni, badambura, jashil, kurabié de Bakú, mano de gitano de Ordubad, kiatá de Karabaj, tijmá de Kubá, kulchá de Lencorán, mutáki de Shemajá, pajlavá de Najichevan, pajlavá de Sheki, pajlavá de Bakú, pajlavá de Ganja. Las pasteles nacionales de harina tienen más de treinta denominaciones: cada región tiene sus pasteles particulares. 
Los pasteles de caramelo se preparan shakár pendir, parvardá, kosináki de avellanas, nogál de kinza, goz jalvá. 
Entre los pasteles de bombones tenemos que destacar el raját-lukúm (con diferentes sabores), el noáll bitíish, los higos bañados, el sorbete, el feshmék.
El pakhlava es uno de los dulces festivos en la víspera de la llegada de la primavera y fiesta Nowruz. Su nombre deriva de su forma de diamante, que simboliza el fuego. Los especialistas en alfombras de Azerbaiyán los llaman pakhla. 
Shekerbura (şəkərbura) es un dulce famoso, lleno de almendras molidas, avellanas o nueces. El antiguo nombre de este pastel en forma de medialuna es “Sheker Burek”, una palabra turca que significa " dulce empanada ". En Azerbaiyán, generalmente implica el trabajo en equipo de familiares, amigos y vecinos que se congregan en la casa de alguien para hacer las delicias de Nowruz.Lo que realmente hace que estos se vean bastante espectaculares es el patrón de la masa producida por las pinzas tradicionales llamadas “maggash”.
Shor Gogal es un hojaldre relleno de cúrcuma, anís, alcaravea, canela y pimienta negra. En la antigüedad, el pastel amarillo está representado por el sol, mientras que el Shekerbura en forma de media luna está representado por la luna. Estos rollos requieren mucho tiempo para prepararse, pero el proceso no es realmente complicado. Gogal también es un dulce de fiesta Nowruz.
La región Sheki es famosa por sus postres especiales: pajlavá a la Shakí, peshvénk, tel (teljalvá), girmabadám, en cuya preparación se usa harina de arroz, azúcar, avellanas, mantequilla, claras de huevo y especias.

## Productos de pan
En la ración alimenticia de los azerbaiyanos, un lugar importante lo ocupa el pan. Se hornea de varias maneras. Se hornean diferentes tipos de pan en Azerbaiyán como el pan plano, ondulado, lavash, səngək, xamralı, espeso, delgado, crepes, tortas, pan horneado (pan de tandoor).

## Bebidas
El té negro es la bebida nacional de Azerbaiyán. Los azerbaiyanos generalmente prefieren el té hecho en un equipo especial llamado “samovar”.El primer samovar de arcilla se encontró durante las excavaciones en el distrito de Sheki y se ha datado hace aproximadamente 3700 años. La palabra samovar está formada por dos raíces turcas: “su” (agua) y “maver” (algo así como un calderín).
El té, en Azerbaiyán, es símbolo de hospitalidad generosa. Para tomar té se sirven “murabbá” (mermelada, jalea) de membrillo, higo, corteza de sandía, albaricoque, guinda, melocotón, ciruela, kizíl, avellanas, fresa, frutos del bosque, uva. Generalmente se añade un poco de clavo y tomillo que le dan un gusto particular.
Otra variedad de té es té preparado de canela (darcíin chai) y jengibre (zandchafíl chai). A veces, se añade al té el agua de rosa lo que le da un aroma especial. Sherbet- una bebida fría y dulce hecha de jugo de fruta mezclado o hervido con azúcar, a menudo perfumado con agua de rosas.
Ayran es una bebida fría de yogur mezclada con sal. Está hecho de jugo de uva, albaricoque o mora sin azúcar añadido), qendab, xoshab, ovshala – sob otras bebidas nacionales de Azerbaiyán.
Doshab (jugo de fruta hervido y concentrado.
Azerbaiyán es rico en aguas minerales. Las variedades Turshú-su, Istí-su, Shirván y Daridag tienen importantes propiedades terapéuticas. En la actualidad, Badamlí es la única agua de mesa que se ha hecho famosa fuera de la República. En el territorio de la República Autónoma de Najichevan hay más de ciento cuarenta fuentes de agua mineral.

## Galería

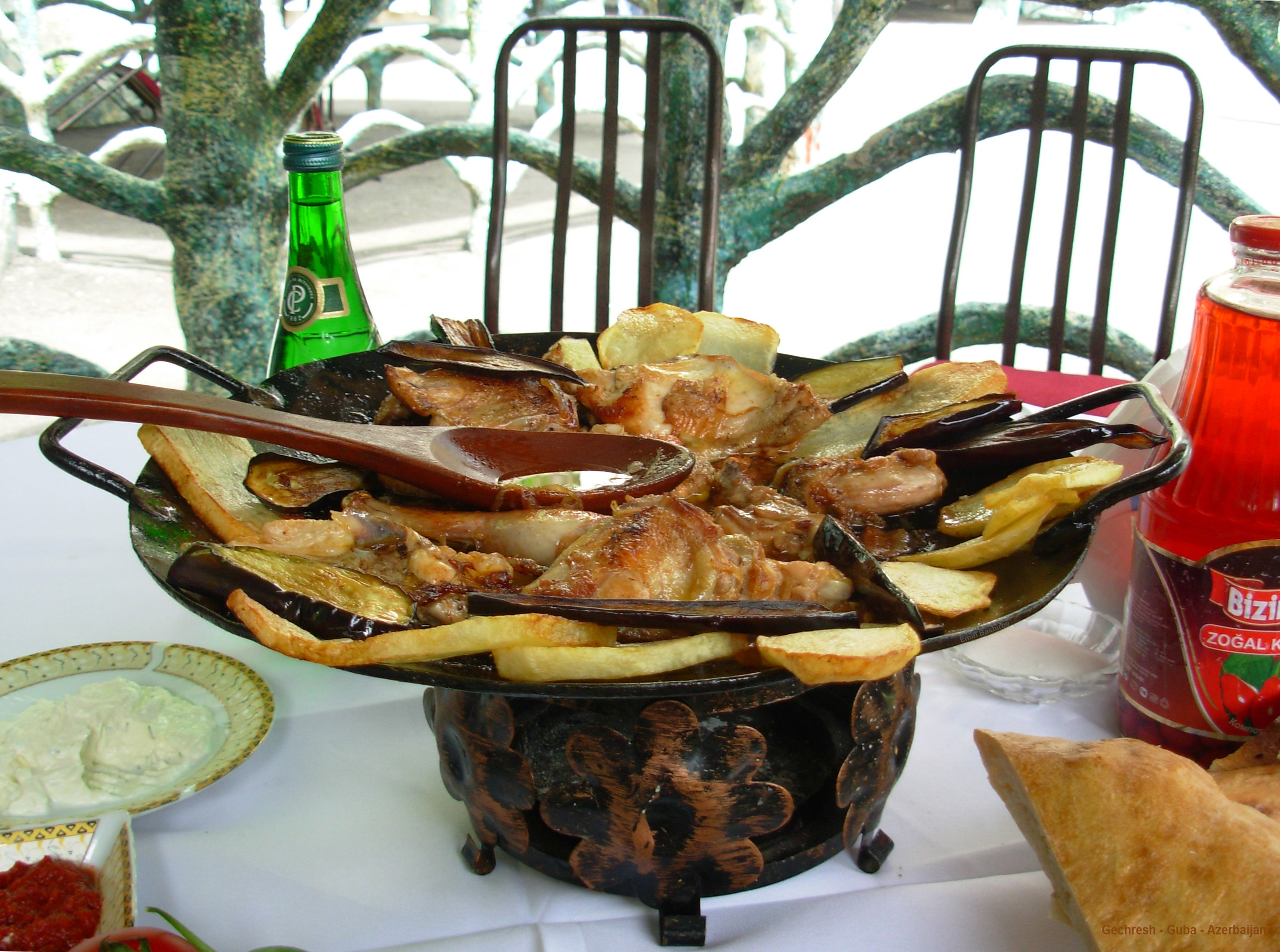
"Sadj"
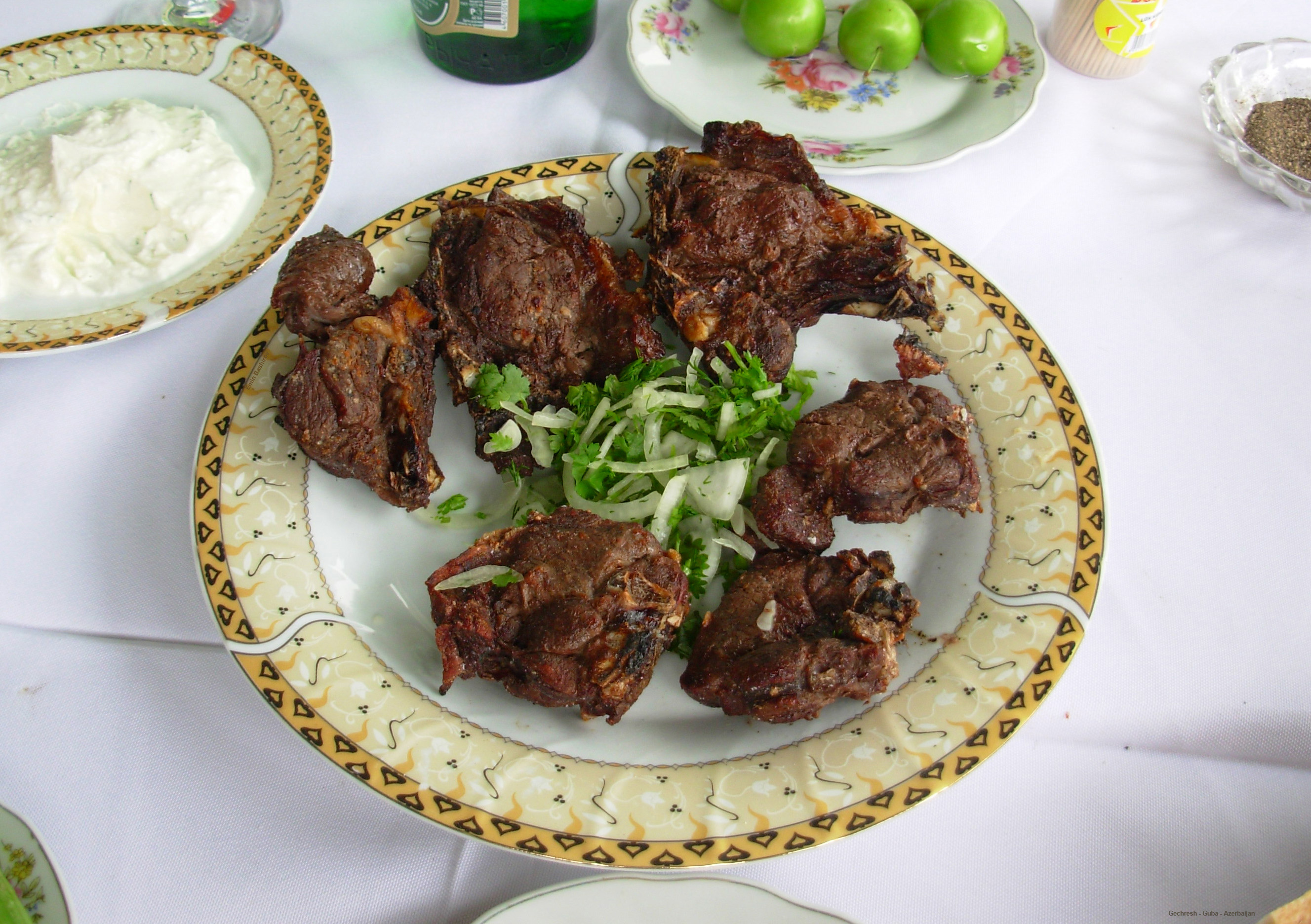
"kebab"( shishlik)
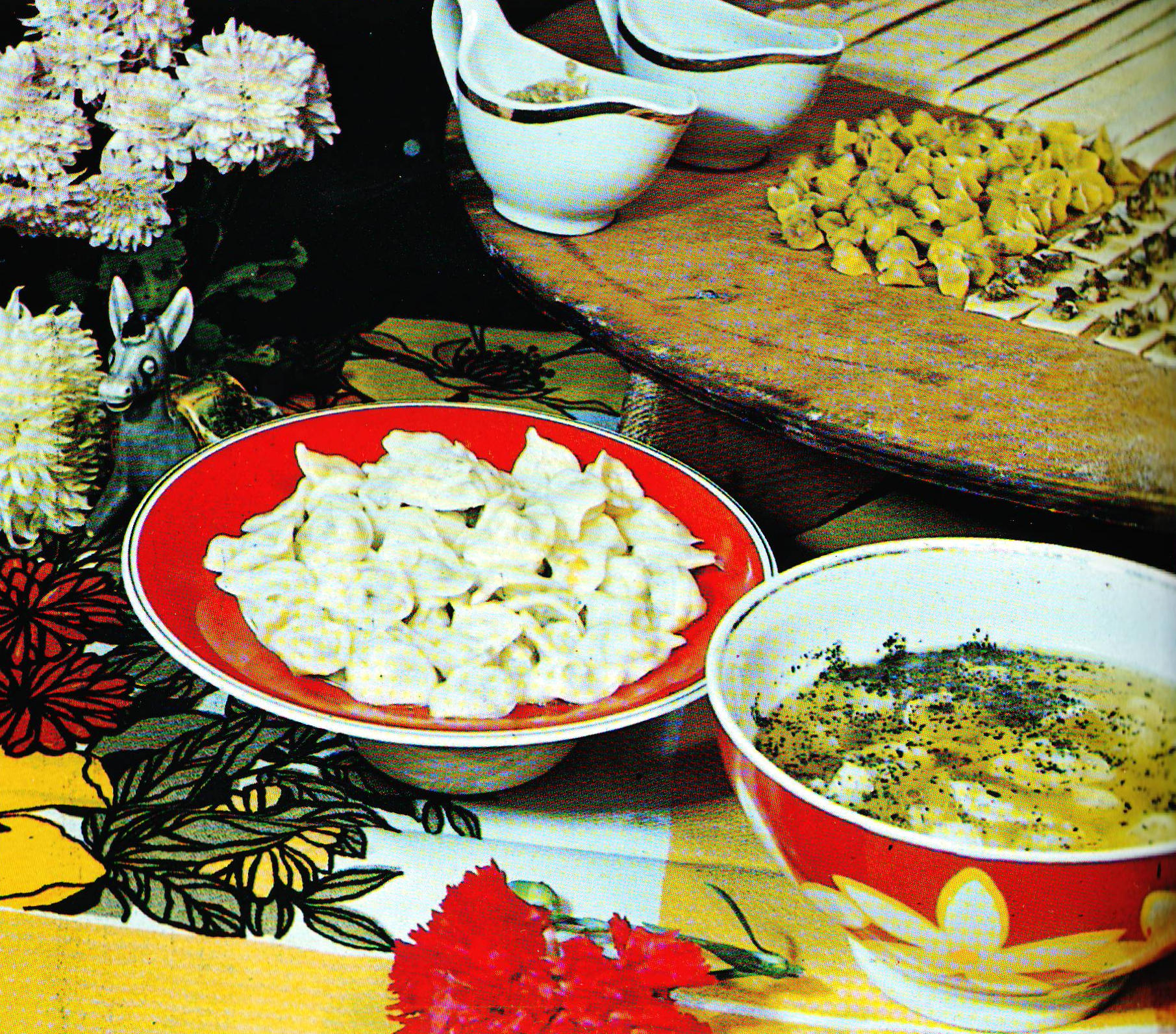
"Dushbara"
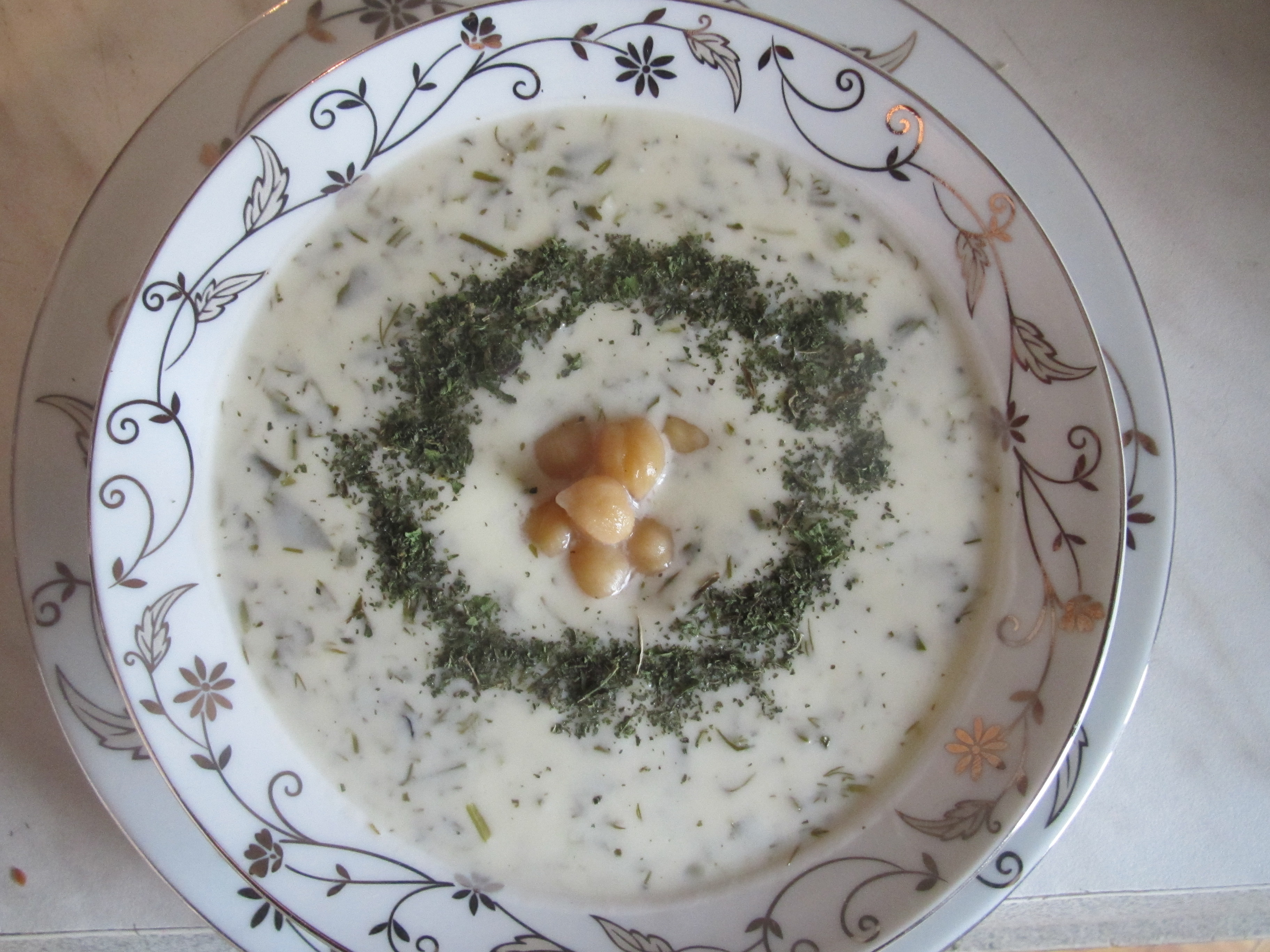
"Dovga"